# Regime híbrido
Um regime híbrido é um tipo misto de sistema político frequentemente criado como resultado de uma transição incompleta de um regime autoritário para um democrático (ou vice-versa). Os regimes híbridos são categorizados como combinando características autocráticas com democráticas e podem realizar simultaneamente repressões políticas e eleições regulares.
O termo regime híbrido surge de uma visão polimórfica dos regimes políticos que se opõe à dicotomia autocracia ou democracia. A análise acadêmica moderna dos regimes híbridos concentra a atenção na natureza decorativa das instituições democráticas (eleições não levam a uma mudança de poder, diferentes meios de comunicação transmitem o ponto de vista do governo e a oposição no parlamento vota da mesma forma que o partido no poder, entre outros), de onde se conclui que o retrocesso democrático, uma transição para o autoritarismo é a base mais prevalente dos regimes híbridos.

## História

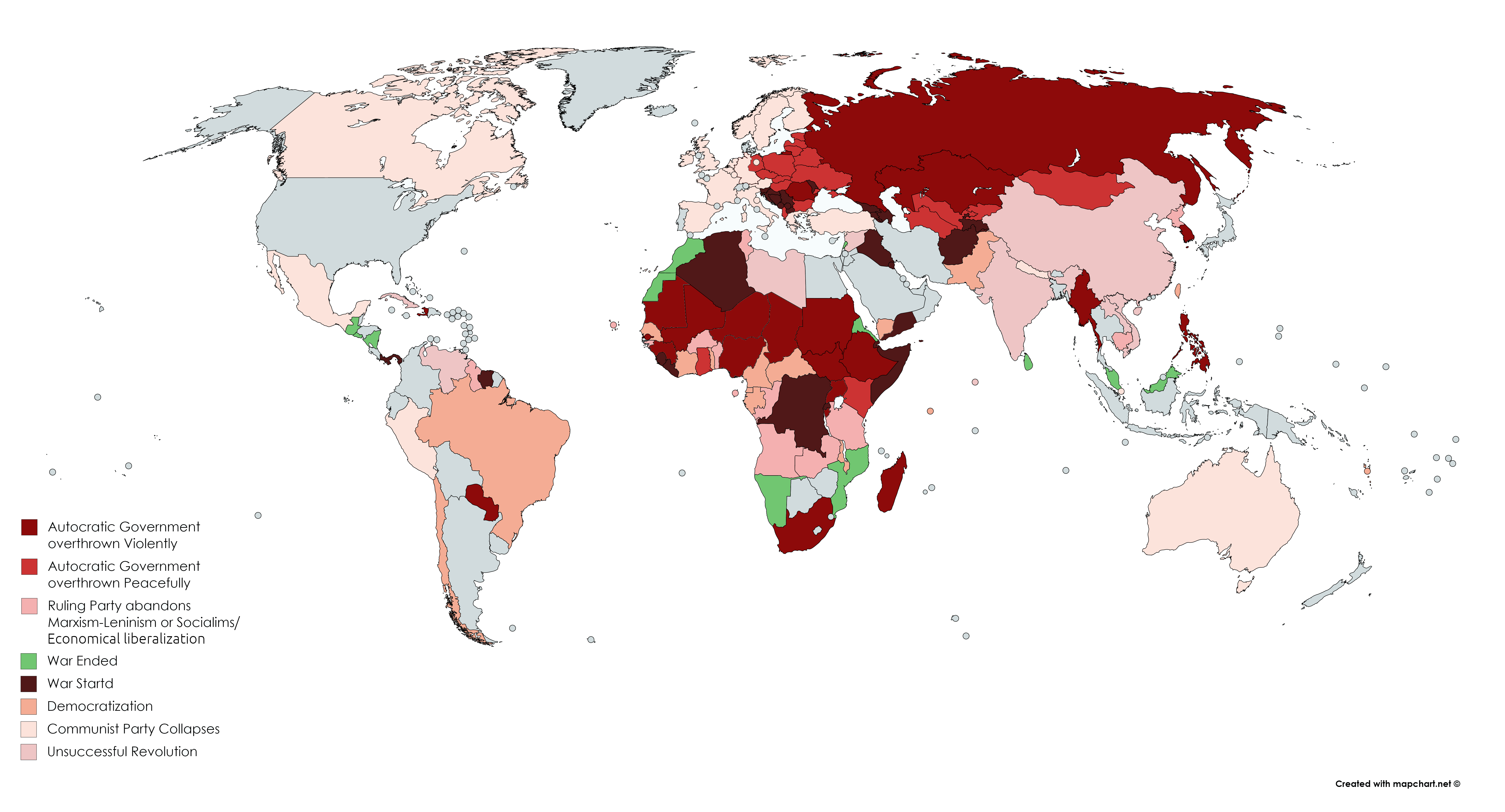
Mapa mostrando a democratização dos países após a Guerra Fria.

A terceira onda de democratização levou ao surgimento de regimes híbridos que não são totalmente democráticos nem totalmente autoritários. Nem o conceito de democracia iliberal, nem o conceito de autoritarismo eleitoral descrevem completamente esses regimes híbridos
Desde o fim da Guerra Fria, tais regimes se tornaram os mais comuns entre os antidemocráticos.. Ao final do processo de transformação dos regimes autoritários, eleições limitadas aparecem de uma forma ou de outra quando ocorre a liberalização. A democracia liberal sempre foi assumida enquanto na prática este processo basicamente congelou "a meio caminho".
Em relação aos regimes que antes eram chamados de "transitórios" na década de 1980, o termo regime híbrido começou a ser usado e foi fortalecido porque, segundo Thomas Carothers, a maioria dos "países em transição" não são completamente ditatoriais nem aspiram à democracia e, em geral, eles não podem ser chamados de transitórios. Eles estão localizados na zona cinza politicamente estável, mudanças nas quais podem não ocorrer por décadas".  Assim, ele afirmou que os regimes híbridos devem ser considerados sem a suposição de que acabarão por se tornar democracias. Esses regimes híbridos foram chamados de semiautoritarismo ou autoritarismo eleitoral.

## Definição
Os estudiosos variam na definição de regimes híbridos com base em sua disciplina acadêmica primária. "Alguns estudiosos argumentam que democracias deficientes e autocracias deficientes podem ser vistas como exemplos de regimes híbridos, enquanto outros argumentam que regimes híbridos combinam características de regimes democráticos e autocráticos."  Os estudiosos também debatem se esses regimes estão em transição ou são inerentemente um sistema político estável.

## Indicadores
De acordo com Guillermo O'Donnell, Philippe C. Schmitter, Larry Diamond e Thomas Carothers, os sinais de um regime híbrido incluem:
1. A presença de atributos externos da democracia (eleições, sistema multipartidário, oposição legal).
2. Baixo grau de representação dos interesses dos cidadãos no processo de tomada de decisão política (incapacidade de associações de cidadãos, por exemplo sindicatos, ou que estejam sob controlo do Estado).
3. Baixo nível de participação política.
4. A natureza declarativa dos direitos e liberdades políticos (formalmente existe de facto difícil concretização).
5. Baixo nível de confiança nas instituições políticas por parte dos cidadãos.

### Retrocesso democrático

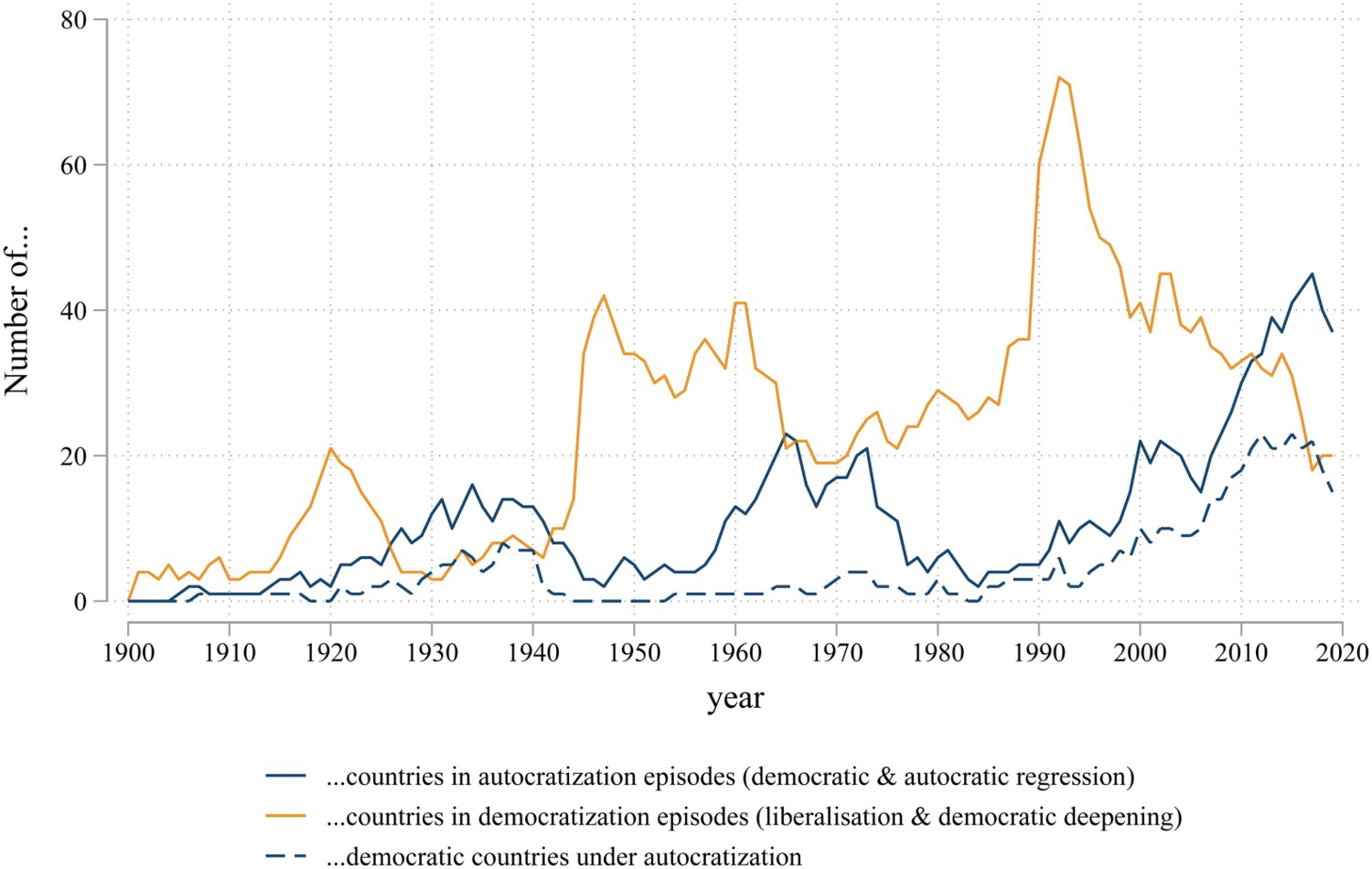
Desde 2010, o número de países autocratizando (azul) é maior do que aqueles democratizando (amarelo)

## Medição
Existem diversos índices de liberdade democrática produzidos por organizações não-governamentais que publicam avaliações dos sistemas políticos mundiais, segundo suas próprias definições.

### Índice Democrático

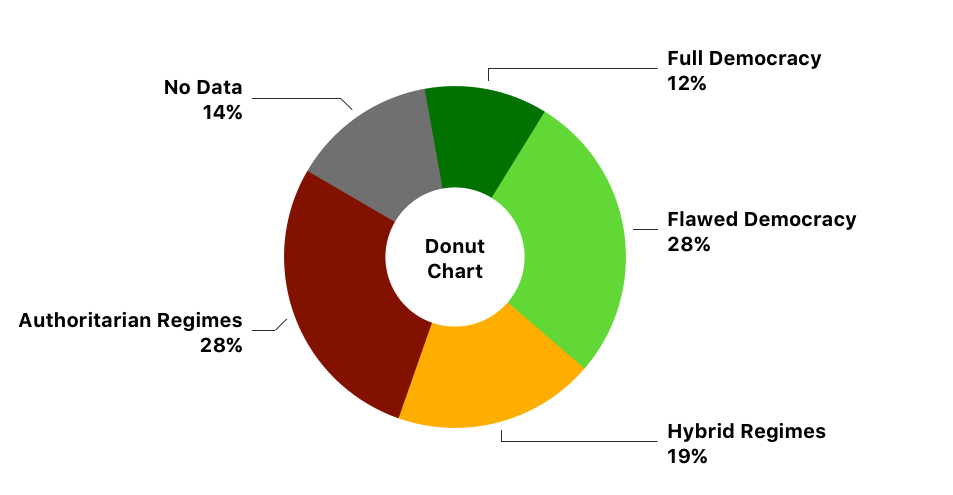
Tipos de índice de democracia

De acordo com o Índice de Democracia compilado pela Economist Intelligence Unit, existem 34 regimes híbridos, representando aproximadamente 20% dos países, abrangendo 17,2% a 20,5% da população mundial.
"O EIU Democracy Index é baseado em classificações de 60 indicadores, agrupados em cinco categorias: processo eleitoral e pluralismo, liberdades civis, funcionamento do governo, participação política e cultura política". O Índice de Democracia define regimes híbridos com as seguintes características:
- Fraudes ou irregularidades eleitorais ocorrem regularmente
- A pressão é aplicada à oposição política
- A corrupção é generalizada e o estado de direito tende a ser fraco
- A mídia é pressionada e assediada
- Existem problemas no funcionamento da governança

| Full democracies 9.01–10 8.01–9 | Flawed democracies 7.01–8 6.01–7 | Hybrid regimes 5.01–6 4.01–5 | Authoritarian regimes 3.01–4 2.01–3 0–2.00 |

Índice de Democracia da Economist Intelligence Unit de 2021
Full democracies
9.01–10
8.01–9
Flawed democracies
7.01–8
6.01–7
Hybrid regimes
5.01–6
4.01–5
Authoritarian regimes
3.01–4
2.01–3
0–2.00

A partir de 2021, os países considerados regimes híbridos pelo "Índice de Democracia" são: 

### Estado Global da Democracia
De acordo com o "Relatório do Estado Global da Democracia" do Instituto Internacional para a Democracia e Assistência Eleitoral (IDEA), existem 20 regimes híbridos. "O International IDEA compila dados de 12 fontes de dados diferentes, incluindo pesquisas com especialistas e dados observacionais que incluem até que ponto os direitos de voto são inclusivos, os partidos políticos são livres para formar e fazer campanha para cargos públicos, as eleições são gratuitas e os cargos políticos são preenchidos por meio de eleições".

## Tipologia

Cidadãos do mundo vivendo sob diferentes regimes políticos, conforme definido pelo Polity IV.

De acordo com o professor de Yale, Juan José Linz, existem três tipos principais de sistemas políticos hoje: democracias, regimes totalitários e, entre esses dois, regimes autoritários com muitos termos diferentes que descrevem tipos específicos de regimes híbridos.
Os acadêmicos geralmente se referem a uma ditadura total como uma forma de autoritarismo ou totalitarismo sobre um "sistema híbrido". Os governos autoritários que conduzem eleições não são, na visão de muitos estudiosos, híbridos, mas sim regimes autoritários estáveis, bem-institucionalizados e bem-sucedidos.

### Autoritarismo eleitoral
O autoritarismo eleitoral significa que as instituições democráticas são imitativas e, devido a numerosas violações sistemáticas das normas democráticas liberais, de fato aderem a métodos autoritários. O autoritarismo eleitoral pode ser competitivo e hegemônico, e este último não significa necessariamente irregularidades eleitorais. A. Schedler chama o autoritarismo eleitoral de uma nova forma de regime autoritário, não um regime híbrido ou democracia iliberal. Além disso, um regime puramente autoritário não precisa de eleições como fonte de legitimidade enquanto eleições não alternativas, nomeadas a pedido do governante, não são condição suficiente para considerar o regime que as conduz como híbrido.